# هوشیار (ترانه لرد)
«هوشیار» (انگلیسی: Sober) ترانه‌ای است که لرد، خواننده-ترانه‌سرای نیوزیلندی برای دومین آلبوم استودیویی خود به نام ملودراما (۲۰۱۷) ضبط کرده‌است. لرد این ترانه را به صورت مشترک با جک آنتونوف نوشت و با آنتونوف و ملی و تهیه‌کنندگی آواز کوک هارل تهیه و ضبط کرد. این ترانه در ۹ ژوئن ۲۰۱۷ توسط ریپابلیک رکوردز به عنوان دومین تک‌آهنگ تبلیغاتی آلبوم منتشر شد. «هوشیار» نخستین ترانه از ترانه دو قطعه‌ای آلبوم است که توسط «هوشیار ۲ (ملودراما)» تکمیل می‌شود. این یک ترانه الکترنیک آراندبی است که تولید آن با غرش ببر، ترومپت، برنج و تنور و ساکسوفون باریتون شامل می‌شود. متن شعر جزئیات تمایل به گفتن احساسی که به کسی می‌دهید را بیان می‌کند، در حالی که فکر می‌کنید وقتی اثر مشروب از بین می‌رود چگونه خواهد شد.
این ترانه بیشتر نقدهای مثبتی را از سوی منتقدان موسیقی دریافت کرد. منتقدان کارگردانی غیرمنتظره و دور شدن از تولید ماکسیمالیست تک‌آهنگ‌های پیشین «چراغ سبز» و «مکان‌های خوب» را ستودند. سبک تولید این ترانه با آثار بند ایندی پاپ انگلیسی ایکس‌ایکس و موسیقی‌دان داون‌تمپو انگلیسی، جیمز بلیک مقایسه شد. این ترانه در استرالیا و کانادا در جایگاه پایین رتبه جدول بود و به ترتیب در شماره ۶۱ و ۸۴ جدول قرار گرفت. لورد «هوشیار» را با شش ترانه دیگر به عنوان بخشی از سری ویوو در استودیوی الکتریک لیدی که بیشتر آلبوم خود را در آن ضبط کرده بود، اجرا کرد. این ترانه همچنین بخشی از فهرست اجراهای تور جهانی ملودراما (۲۰۱۷–۱۸) بود.